# Station Moensberg
Station Moensberg is een spoorweghalte langs spoorlijn 26 (Schaarbeek - Halle) in het zuidwesten van de Brusselse gemeente Ukkel (België). Het station ligt tussen het centrum van Linkebeek en het oude gehucht Kalevoet. Het station van Moensberg werd geopend op 23 mei 1973 door de NMBS met als doel om de Brusselse rand beter te bedienen.

## Verplaatsing halte
In het kader van de werken voor het Gewestelijk ExpresNet zal de halte een honderdtal meter verplaatst worden naar de kruising met spoorlijn 124 zodat het als kruisstation aan beide spoorlijnen ligt. Het station Linkebeek dat zo'n 500 meter zuidelijker ligt op spoorlijn 124 bleef behouden.
In oktober 2009 werd gestart met de voorbereidende werken. De spoorbedding werd verbreed en de bruggen en tunnels aangepast. Anno 2016 waren de volgende stappen de plaatsing van de spoorweguitrusting en de verplaatsing van de halte Moensberg.
Op 19 februari 2024 werden de twee  nieuwe perrons van lijn 26 in gebruik genomen ten oosten van de oude perrons, die verwijderd worden. Ze zijn 140 meter lang, wat nog verlengd moet worden tot 240 meter.
In december 2024 moeten de 3 nieuwe perrons (aan 4 sporen) aan lijn 124 in gebruik komen, met trappen en liften die de verschillende niveaus en perrons verbinden, inclusief toegangshellingen, plaats voor 56 fietsen en 90 auto's.

## Treindienst
| Serie | Treinsoort | Route                                                                                     | Bijzonderheden |
| ----- | ---------- | ----------------------------------------------------------------------------------------- | --- |
| S 5   | GEN (NMBS) | [ Geraardsbergen – ] Edingen – Halle – Moensberg – Brussel-Schuman – Vilvoorde – Mechelen | Rijdt in de spits van/naar Geraardsbergen. Rijdt in het weekend tussen Halle en Mechelen. Rijdt tijdens de vakantieperiode 1x/u enkel tussen Halle en Mechelen. |
| S 7   | GEN (NMBS) | Halle – Moensberg – Merode – Vilvoorde                                                    | Rijdt alleen op werkdagen. |

## Galerij

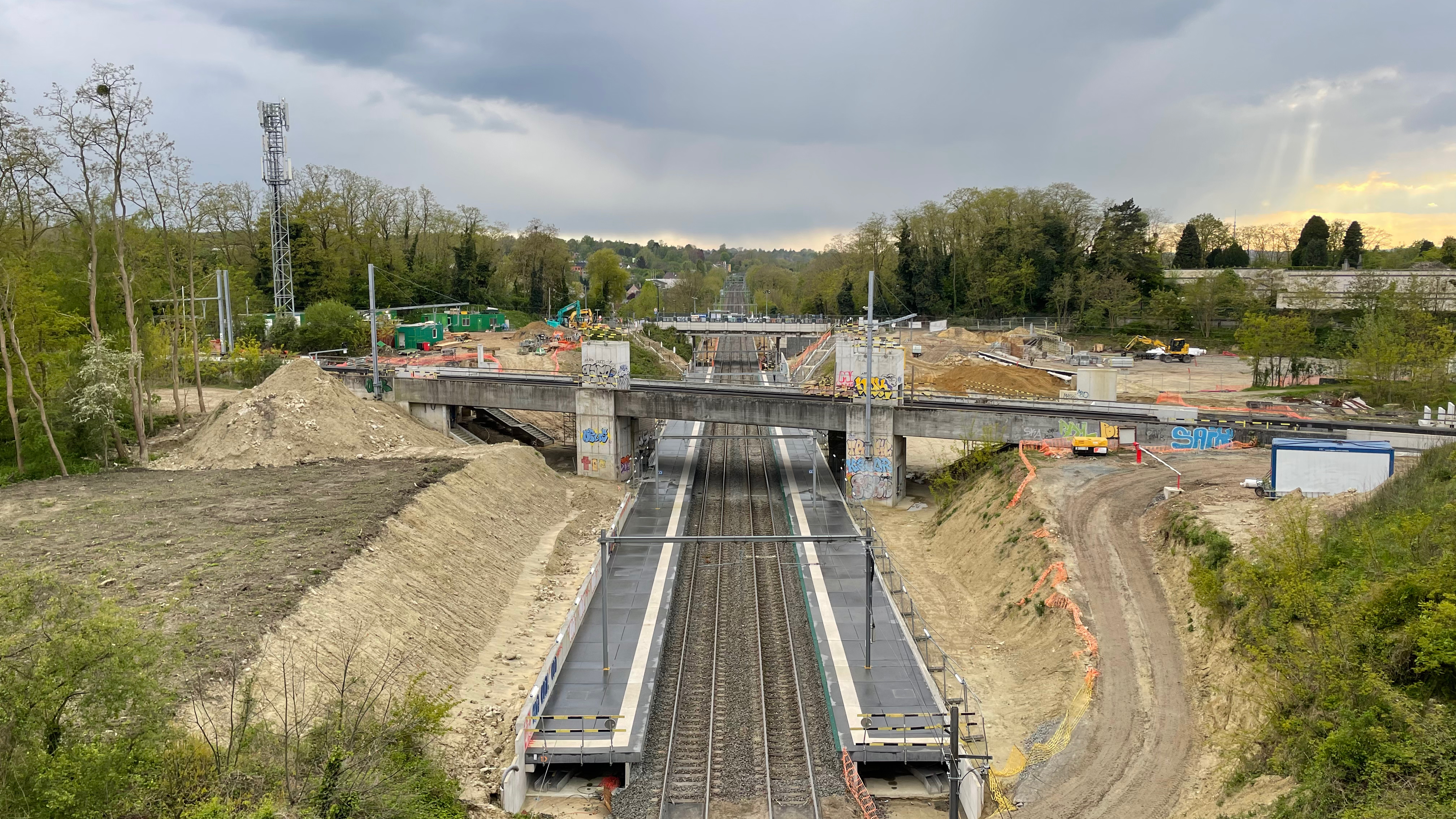
Zicht op het station
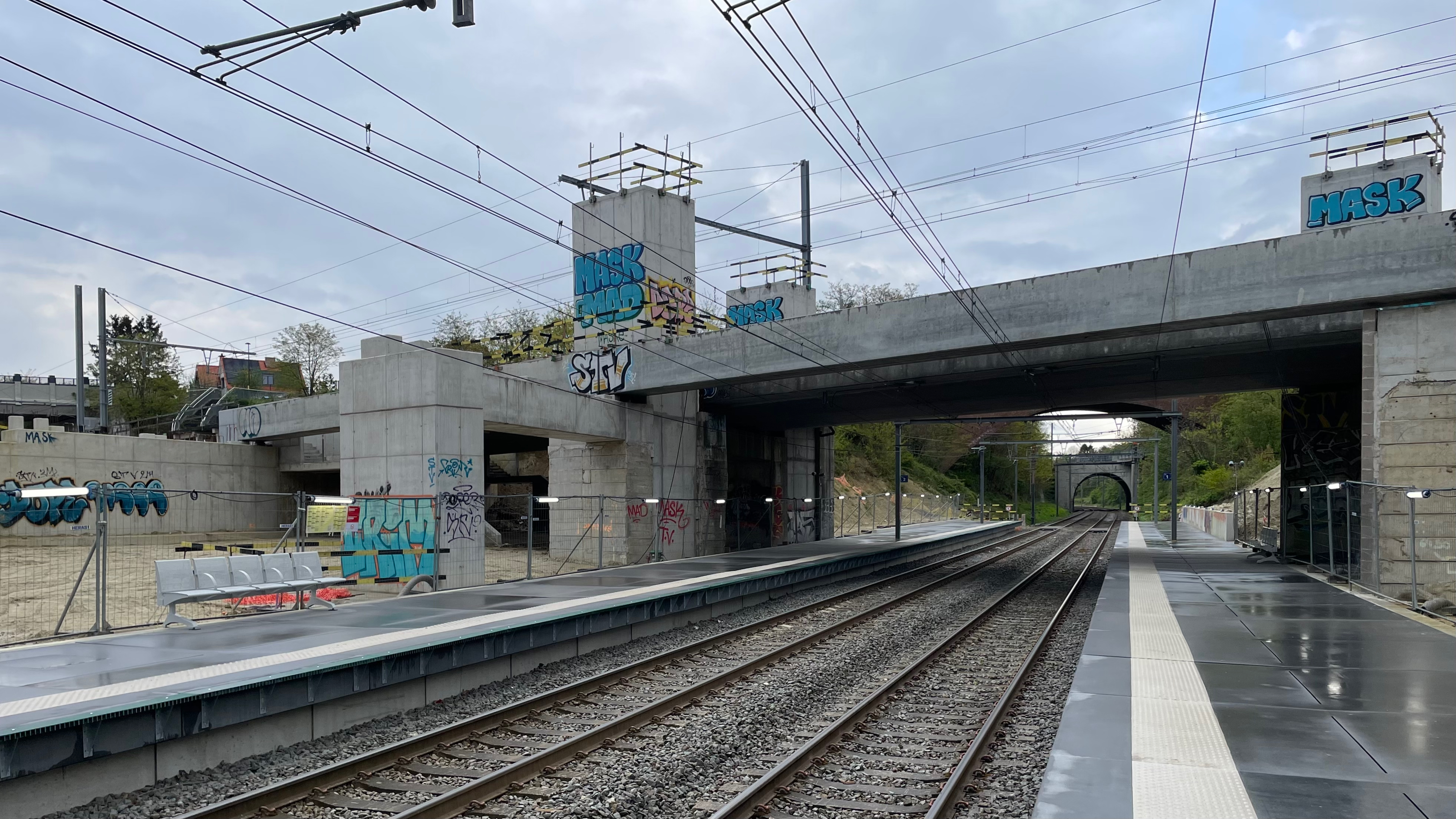
Vernieuwde perrons
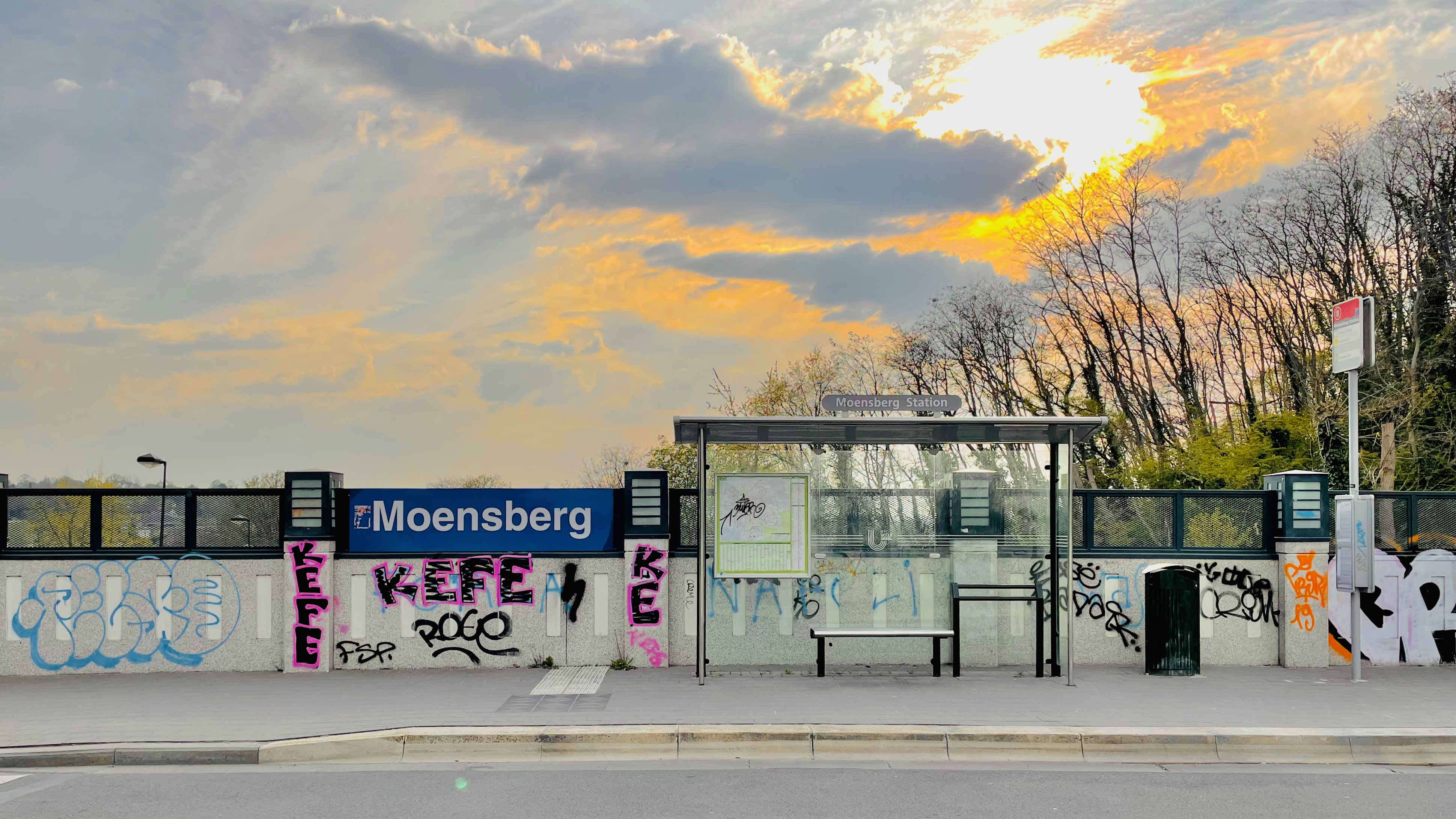
Bushalte
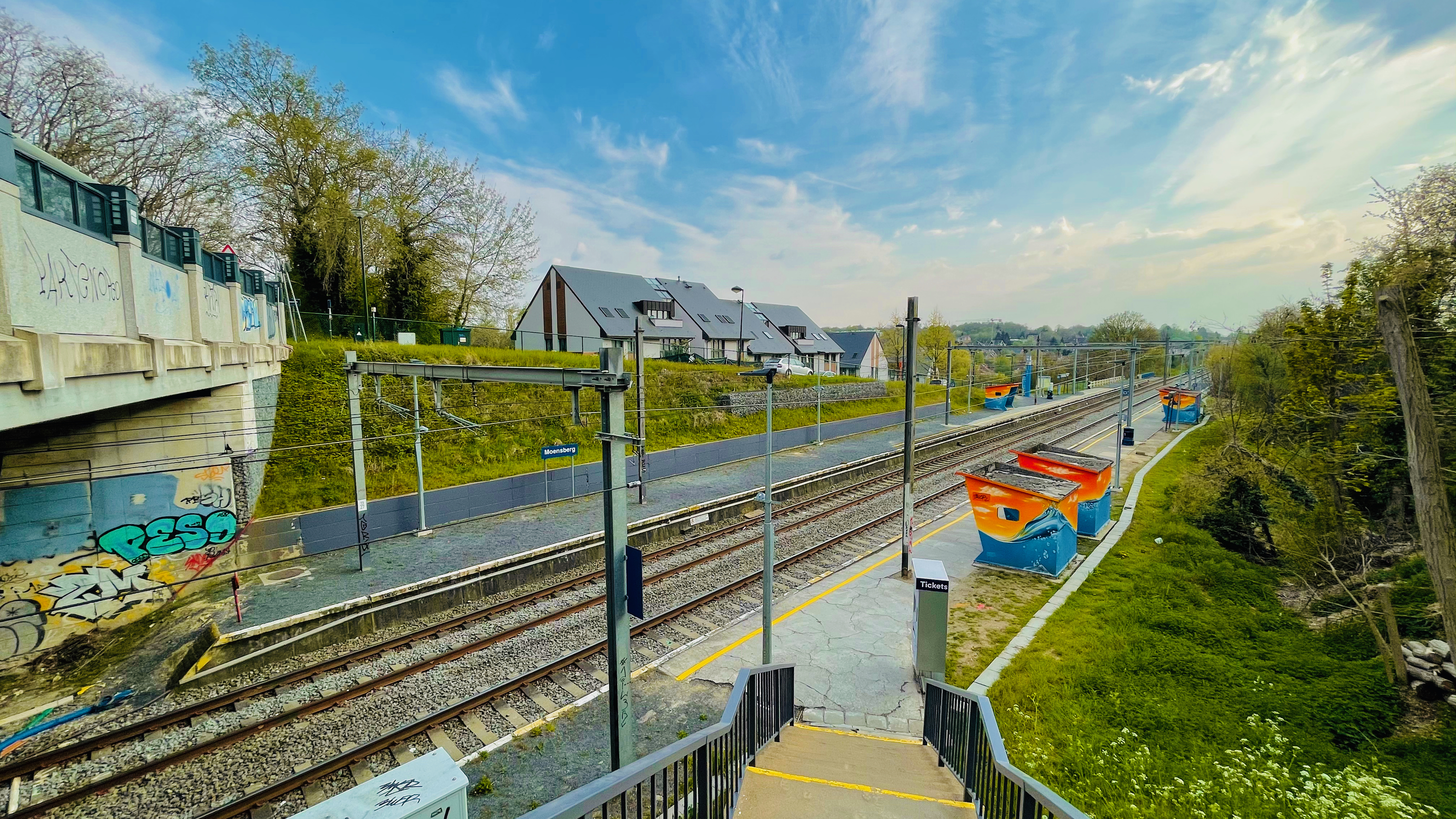
De oude perrons

## Reizigerstellingen
De grafiek en tabel geven het gemiddeld aantal instappende reizigers weer op een week-, zater- en zondag.
| Tabel: aantal instappende reizigers station Moensberg | Tabel: aantal instappende reizigers station Moensberg | Tabel: aantal instappende reizigers station Moensberg | Tabel: aantal instappende reizigers station Moensberg |
|                                                       | Weekdag                                               | Zaterdag                                              | Zondag                                                |
| ----------------------------------------------------- | ----------------------------------------------------- | ----------------------------------------------------- | ----------------------------------------------------- |
| 1977                                                  | 166                                                   | -                                                     | -                                                     |
| 1978                                                  | 204                                                   | -                                                     | -                                                     |
| 1979                                                  | 208                                                   | -                                                     | -                                                     |
| 1980                                                  | 202                                                   | -                                                     | -                                                     |
| 1981                                                  | 196                                                   | -                                                     | -                                                     |
| 1982                                                  | 225                                                   | -                                                     | -                                                     |
| 1983                                                  | 156                                                   | -                                                     | -                                                     |
| 1984                                                  | 117                                                   | -                                                     | -                                                     |
| 1985                                                  | 130                                                   | -                                                     | -                                                     |
| 1986                                                  | 130                                                   | -                                                     | -                                                     |
| 1987                                                  | 122                                                   | -                                                     | -                                                     |
| 1988                                                  | 159                                                   | -                                                     | -                                                     |
| 1989                                                  | 179                                                   | -                                                     | -                                                     |
| 1990                                                  | 72                                                    | -                                                     | -                                                     |
| 1991                                                  | 163                                                   | -                                                     | -                                                     |
| 1992                                                  | 176                                                   | -                                                     | -                                                     |
| 1993                                                  | 175                                                   | -                                                     | -                                                     |
| 1994                                                  | 211                                                   | -                                                     | -                                                     |
| 1995                                                  | 233                                                   | -                                                     | -                                                     |
| 1996                                                  | 334                                                   | -                                                     | -                                                     |
| 1997                                                  | 314                                                   | -                                                     | -                                                     |
| 1998                                                  | 332                                                   | -                                                     | -                                                     |
| 1999                                                  | 320                                                   | -                                                     | -                                                     |
| 2000                                                  | 372                                                   | -                                                     | -                                                     |
| 2001                                                  | 409                                                   | -                                                     | -                                                     |
| 2002                                                  | 374                                                   | -                                                     | -                                                     |
| 2003                                                  | 355                                                   | -                                                     | -                                                     |
| 2004                                                  | 407                                                   | -                                                     | -                                                     |
| 2005                                                  | 487                                                   | -                                                     | -                                                     |
| 2006                                                  | 475                                                   | -                                                     | -                                                     |
| 2007                                                  | 455                                                   | -                                                     | -                                                     |
| 2008                                                  | -                                                     | -                                                     | -                                                     |
| 2009                                                  | 550                                                   | -                                                     | -                                                     |
| 2010                                                  | -                                                     | -                                                     | -                                                     |
| 2011                                                  | -                                                     | -                                                     | -                                                     |
| 2012                                                  | 458                                                   | -                                                     | -                                                     |
| 2013                                                  | 440                                                   | -                                                     | -                                                     |
| 2014                                                  | 493                                                   | -                                                     | -                                                     |
| 2015                                                  | 439                                                   | -                                                     | -                                                     |
| 2016                                                  | 452                                                   | -                                                     | -                                                     |
| 2017                                                  | 463                                                   | -                                                     | -                                                     |
| 2018                                                  | 493                                                   | 63                                                    | 55                                                    |
| 2019                                                  | 245                                                   | -                                                     | -                                                     |
| 2020                                                  | 352                                                   | 54                                                    | 47                                                    |
| 2021                                                  | -                                                     | -                                                     | -                                                     |
| 2022                                                  | 507                                                   | 216                                                   | 151                                                   |
| 2023                                                  | 247                                                   | 227                                                   | 117                                                   |
| 2024                                                  | 359                                                   | -                                                     | -                                                     |